# Fallstjärnen
Fallstjärnen är en sjö i Sollefteå kommun i Ångermanland och ingår i Ångermanälven-Gådeåns kustområde.